# Degenie velebitská
Degenie velebitská (Degenia velebitica) je trvalka z rodu Degenia. Je endemitem jihozápadního Chorvatska a roste pouze na suchých, osluněných skalách v pohoří Velebit (na vrcholu Plan poblíž Šugarské duliby a na území Miljkovića kuku). V Chorvatsku je řazena k ohroženým a zákonem chráněným druhům. Je pojmenována po Arpádu Degenovi. 
Bývá též pěstována jako skalnička.
Rostlina je vyobrazena na chortvatské minci o hodonotě 50 lip.

## Zařezení
Degenie velebitská patří do čeledi brukvovitých (Brassicaceae), ve které je zařazena do tribu Alysseae. Druh tvoří klad spolu s druhy Clastopus, Fibigia, Physoptychis a Alyssoides.

## Galerie

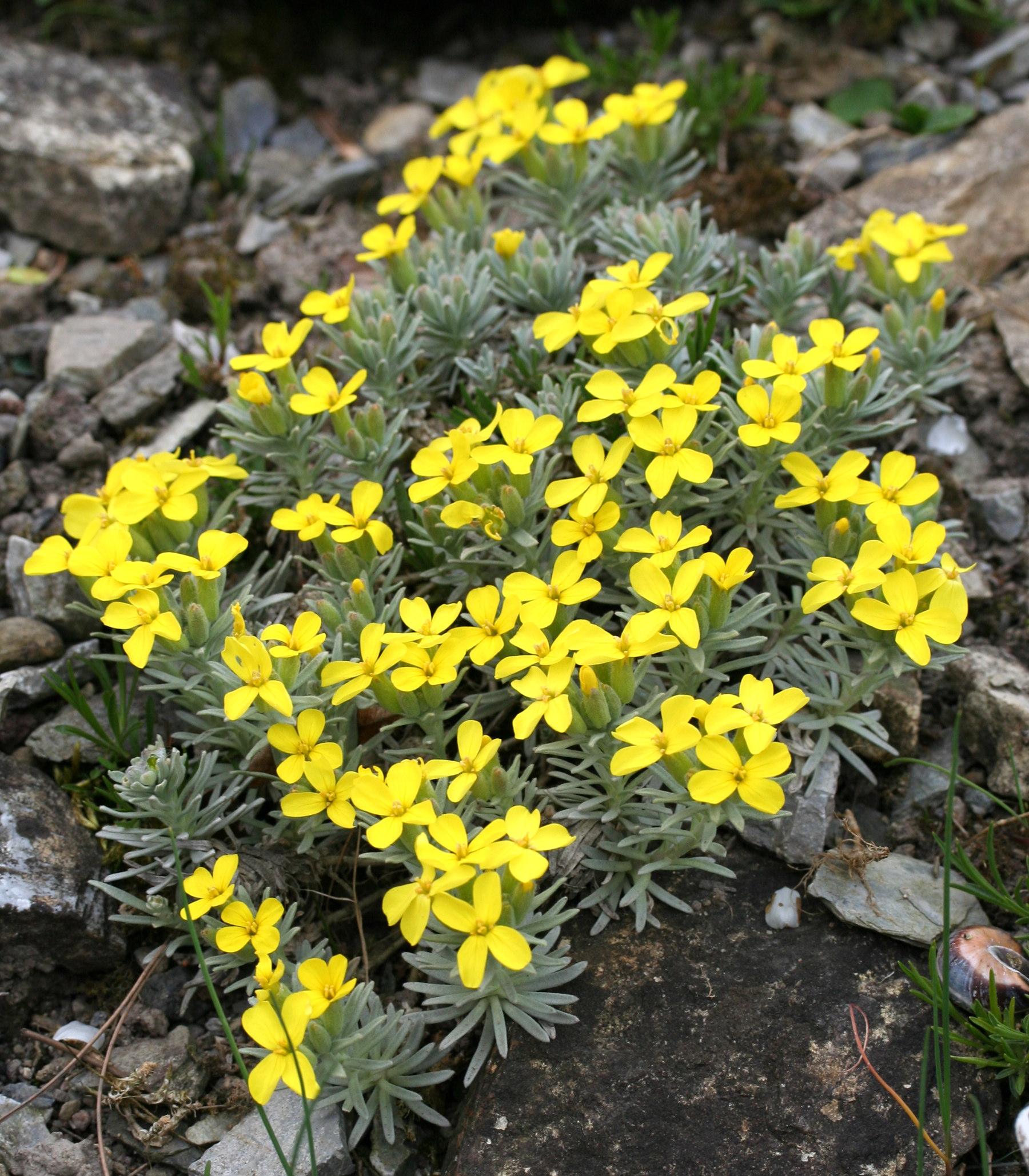
Degenia velebitica v botanické zahradě v Drážďanech
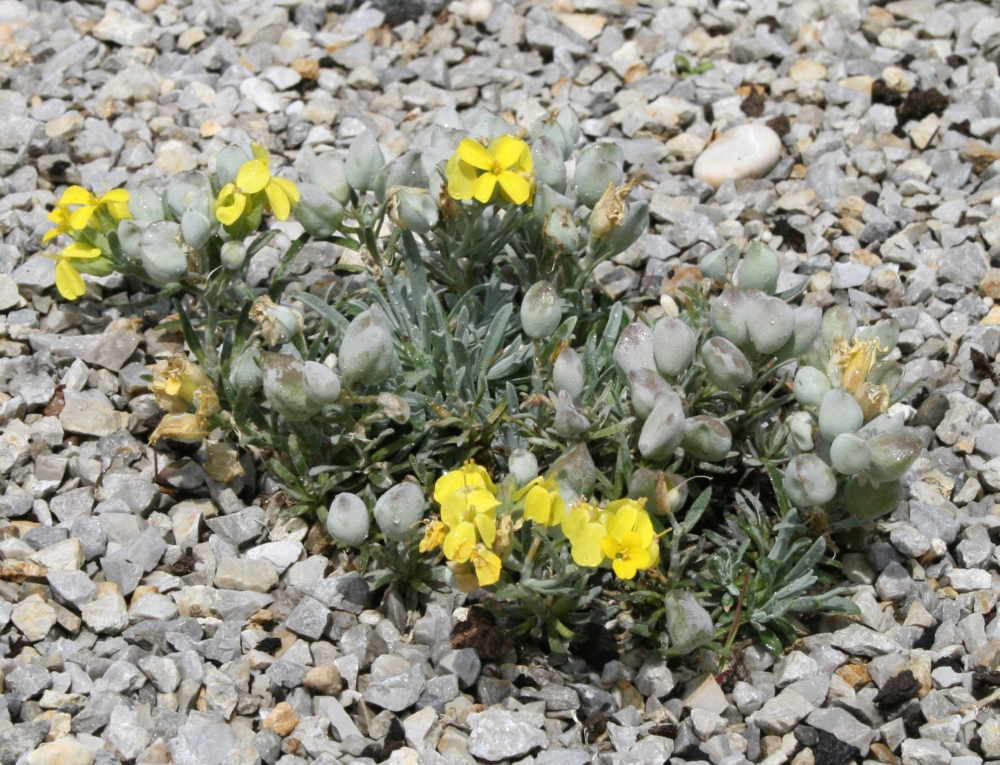
V botanické zahradě v Záhřebu